# Karlino (plaats)
Karlino (Duits: Körlin an der Persante) is een stad in het Poolse woiwodschap West-Pommeren, gelegen in de powiat Białogardzki. De oppervlakte bedraagt 9,21 km², het inwonertal 5729 (2005).

## Verkeer en vervoer
- Station Karlino